# Magnus Jernemyr
Eric Gösta Magnus Jernemyr (* 18. Juni 1976 in Orsa, Schweden) ist ein schwedischer ehemaliger Handballspieler. Seine Körperlänge beträgt 2,00 m. 
Er wurde meist als Kreisläufer eingesetzt, die meisten Einsatzzeiten erhielt er aber in der Abwehr. 
Magnus Jernemyr debütierte 1994 für Redbergslids IK in der ersten schwedischen Liga. Dort gewann er 1995, 1996, 1997, 1998, 2000, 2001 sowie 2003 die schwedische Meisterschaft. 2005 suchte Jernemyr eine neue Herausforderung und wechselte zu BM Torevieja in die spanische Liga ASOBAL. In der Saison 2007/08 spielte er für den dänischen Spitzenclub GOG Svendborg TGI, bevor er im Sommer 2008 beim FC Barcelona unterschrieb. Mit Barcelona gewann er 2011, 2012 und 2013 die Meisterschaft, sowie 2011 die EHF Champions League. Im Sommer 2013 schloss er sich LUGI HF an. Im November 2014 nahm ihm der deutsche Bundesligist GWD Minden unter Vertrag. Mit Minden stieg er am Saisonende 2014/15 in die 2. Bundesliga ab. Eine Saison später gelang ihm mit Minden die Rückkehr in die Bundesliga. 2017 verließ er den Verein. Im Mai 2018 schloss er sich dem spanischen Verein Handbol Marratxí an.
Jernemyr hat 116 Länderspiele für die schwedische Nationalmannschaft bestritten. Mit Schweden nahm er an der Handball-Europameisterschaft 2008 in Norwegen teil. Im Sommer 2012 nahm er an den Olympischen Spielen in London teil und gewann die Silbermedaille.
Mittlerweile ist er als Trainer im Pferdesport aktiv.